# Acacia undoolyana
Acacia undoolyana là một loài thực vật có hoa trong họ Đậu. Loài này được G.J.Leach miêu tả khoa học đầu tiên.